# 霍利
霍利（Horley）是英國英格蘭的一個城鎮，位於薩里郡和西薩塞克斯郡的交界處，靠近格域機場。霍利是倫敦郊區的通勤城市之一，但也有自己的經濟體系。

## 外部連結
维基共享资源上的相關多媒體資源：霍利
- Horley Town Council （页面存档备份，存于）
- Horley Local History Society （页面存档备份，存于）
- Horley at the Open Directory Project （页面存档备份，存于）
- Film of Horley's Coronation Fete in 1953 （页面存档备份，存于）